# Hugo von Crécy
Hugo von Crécy (franz.: Hugues de Crécy; † nach 1118) war ein Seneschall von Frankreich aus dem Haus Montlhéry. Er war Herr von Crécy-en-Brie und Gournay-sur-Marne, sowie Kastellan von Gometz und Châteaufort.
Er war ein Sohn des Grafen Guido „des Roten“ von Rochefort († 1108) und der Adelheid von Crécy, seine Schwester war Lucienne von Rochefort, die erste Ehefrau König Ludwigs VI. von Frankreich. Seine Familie übte seinerzeit den höchsten Einfluss auf den königlichen Hof aus, indem sie das Amt des königlichen Seneschalls besetzte. Von seiner Mutter erbte Hugo die Herrschaften Crécy und Gournay, von seinem Vater die Kastellaneien Gometz und Châteaufort.
Um das Jahr 1106/07 übernahm Hugo von seinem Vater das Amt des Seneschalls, aber um dieselbe Zeit suchte König Ludwig VI. sich aus der Dominanz der Montlhéry zu befreien und ließ sich von Lucienne scheiden. Dies trieb die Sippe und ihren weitgespannten familiären Anhang der Île-de-France zum Aufstand gegen den König. Der übertrug das Seneschallat an den ihm getreuen Anseau de Garlande, Hugos Schwager, und eroberte mit ihm die Burg Gournay. Darauf griff Hugo seinen Halbbruder, Graf Odo II. von Corbeil, an, weil dieser ihn nicht bei der Verteidigung von Gournay unterstützt hatte. Er nahm den Halbbruder gefangen und sperrte ihn auf der Burg von La Ferté-Baudouin (heute La Ferté-Alais) in einen Kerker. Aber schon im Dezember 1108 zog Garlande gegen La Ferté-Baudouin und befreite den Grafen nach einem Kampf. Noch im selben Jahr starb Hugos Vater, worauf er zusammen mit seinem Vetter Hugo III. von Le Puiset zu einer der führenden Persönlichkeiten in der Revolte gegen den König avancierte.
Er wandte sich gegen einen weiteren königstreuen Vetter, Milon II. von Montlhéry, dessen Land er verwüstete. Schließlich eroberte er die Burg Montlhéry durch Verrat und nahm Milon gefangen. Nach der Chronicon Mauriniacensis kerkerte er den Vetter in Châteaufort ein und erwürgte ihn später, wohl um 1118, mit eigenen Händen.
Doch letztlich wurde der Aufstand 1118 mit der Eroberung von Le Puiset und der Einschließung Hugos in der Burg Gometz vom König niedergeschlagen. Hugo musste auf all seinen Besitz verzichten und sich als Mönch in die Abtei Cluny zurückziehen.